# Maar

Maar je širok plitev vulkanski krater z nizkim reliefom, ki ga povzroči freatomagmatska erupcija (eksplozija, ki se pojavi, ko podtalnica pride v stik z vročo lavo ali magmo). Maar se pogosto napolni z vodo in tvori relativno plitko kratersko jezero, ki ga lahko imenujemo tudi maar.  Ime izvira iz mozelske francoske narečne besede, ki se uporablja za krožna jezera na območju Daun v Nemčiji. . Maari so plitki, plosko obloženi kraterji, ki jih znanstveniki razlagajo, kot da so nastali nad dimniki zaradi nasilnega širjenja magmatskega plina ali pare; globoka erozija maara naj bi razkrila dimnike. Maari so velikosti od 60 do 8000 m in od 10 do 200 m globoki; večina se običajno napolni z vodo, da nastanejo naravna jezera. 

## Maar z jezerom in suhi maar
Vulkansko jezero, ki se imenuje preprosto maar, se pojavi, ko podtalnica ali padavine zapolnijo lijakasto in običajno okroglo vdolbino maarske depresije, ki jo tvorijo vulkanske eksplozije. Primeri teh vrst so trije maari pri Daunu v gori Eifel v Nemčiji.
Suhi maar se pojavi, ko se jezero izsuši, razgradi ali zasuje. Primer slednjega je Eckfelder Maar. V bližini Steffelna je Eichholzmaar (imenovan tudi Gussweiher), ki se je v zadnjem stoletju osušil in se renaturalizira v maar. V nekaterih primerih je osnovna skala tako porozna, da se jezero ne more oblikovati. Po zimskem sneženju in deževju se veliko suhih maarov delno in začasno napolni z vodo; drugi vsebujejo majhna barja ali pogosto umetne ribnike, ki pa zasedajo le del votline.

## Primeri
Največje znane maare najdemo na polotoku Seward na severozahodu Aljaske. Velikost teh maarov je od 4000 do 8000 m v premeru in globine do 300 m. Erupcije so se zgodile v obdobju približno 100.000 let nazaj, pri čemer se je najmlajši (Devil Mountain Maar) pojavil pred približno 17.500 leti. Njihova velikost je posledica eksplozivne reakcije, ki se pojavi, ko magma pride v stik s permafrostom. Hidromagmatični izbruhi so vse bolj eksplozivni, kadar je razmerje med vodo in magmo nizko. Ker se permafrost počasi topi, zagotavlja enakomeren izvor vode za izbruh, medtem ko je razmerje med vodo in magmo nizko. To povzroči dolgotrajne, eksplozivne izbruhe, ki so ustvarili te velike maare. Primeri polotoka Seward vključujejo severni Killeak Maar, južni Killeak Maar, Devil Mountain Maar in Whitefish Maar. .
Maari se pojavljajo v zahodni Severni Ameriki, Patagoniji v Južni Ameriki, v nemški regiji Eifel (kjer so bili izvirno opisani) in v drugih geološko mladih vulkanskih regijah Zemlje. Drugje v Evropi La Vestide du Pal v francoskem departmaju Ardèche ponuja spektakularen primer maara, ki je zlahka viden s tal ali zraka. Kilbourne Hole in Hunt's Hole, v južni Novi Mehiki, blizu El Pasa v Teksasu, so maari. Krokodilje jezero v Los Bañosu na Filipinih je prvotno veljalo za vulkanski krater, ki je tudi maar. Še en primer je zloglasno jezero Nyos z ogljikovim dioksidom. Odličen primer maara je Zuni slano jezero v Novi Mehiki, plitvo slano jezero, ki zavzema plosko dno kraterja okrog 6500 premera in 120 m globoko. Njegov nizek rob je sestavljen iz ohlapnih kosov bazaltne lave in kamnin (peščenjaka, skrilavca, apnenca) iz žrela, kot tudi naključnih kosov starih kristalinskih kamnin, razstreljenih navzgor iz velikih globin. Maare v Kanadi najdemo na vulkanskem polju Wells Grey-Clearwater vzhodno-osrednji Britanski Kolumbiji in v kimberlitnih poljih po vsej Kanadi. Pomembno polje maarov najdemo na vulkanskem polju Pali-Aike v Patagoniji v Južni Ameriki.  in v Sudanskem vulkanskem polju Bayuda. V vulkanskem polju Auckland v mestnem območju Aucklanda na Novi Zelandiji je več maarov, vključno z lahko dostopnim jezerom Pupuke na severni obali v predmestju Takapune.
Eden najbolj opaznih kraterjev, ki so bili napačno prepoznani kot maar, je Meteorski krater v Arizoni; mnogo let se je mislilo, da je vulkanskega, namesto meteorskega izvora. 

## Galerija
- Weinfelder Maar, eden od treh maarov originalno opisanih
- Maar v Birkat Ram, Golansko višavje
- Jezero Zengena, maar v regiji Amhara, Ehiopija
- Krater El Elegante v puščavi Sonora, Mehika
- Krater El Muweilih v Sudanu: z natronom bogata glina na dnu kraterja
- Kilbourne Hole maar na vulkanskem polju Potrillo v Novi Mehiki